# Parkinsonova nemoc
Parkinsonova choroba je neurodegenerativní onemocnění centrální nervové soustavy, které přímo souvisí s úbytkem nervových buněk v části mozku nazvané Substantia nigra (černá substance). Tyto buňky za normálního stavu produkují dopamin, což je neurotransmiter (přenašeč), který zajišťuje přenos signálů mezi nervovými buňkami (neurony). Nedostatek dopaminu způsobuje, že pacient postupně není schopen ovládat nebo kontrolovat svůj pohyb.
Parkinsonova choroba je známá již od starověku. Poprvé však byla popsána roku 1817 londýnským lékařem Jamesem Parkinsonem.
Větší riziko výskytu Parkinsonovy choroby se objevuje u lidí nad 50 let. Zhruba u 15 % pacientů se ale nemoc může objevit už před čtyřicítkou a ve výjimečných případech ještě dříve (např. u herce Michaela J. Foxe, zakladatele nadace pro výzkum Parkinsonovy nemoci byla diagnostikována ve 30 letech). Budoucí výskyt Parkinsonovy choroby však nelze předpovědět. Dosud neexistují důkazy, které by vysvětlovaly výskyt tohoto onemocnění. Vědci se však kloní k teorii, že nemoc může být důsledkem genetických predispozic a vlivu vnějšího prostředí.
Pacientům v ČR pomáhá např. sdružení Parkinson-help, lékařská centra ve fakultních nemocnicích v Praze, Brně a Olomouci či specializovaná neuropsychiatrická klinika Institut neuropsychiatrické péče (INEP).

## Příznaky Parkinsonovy choroby

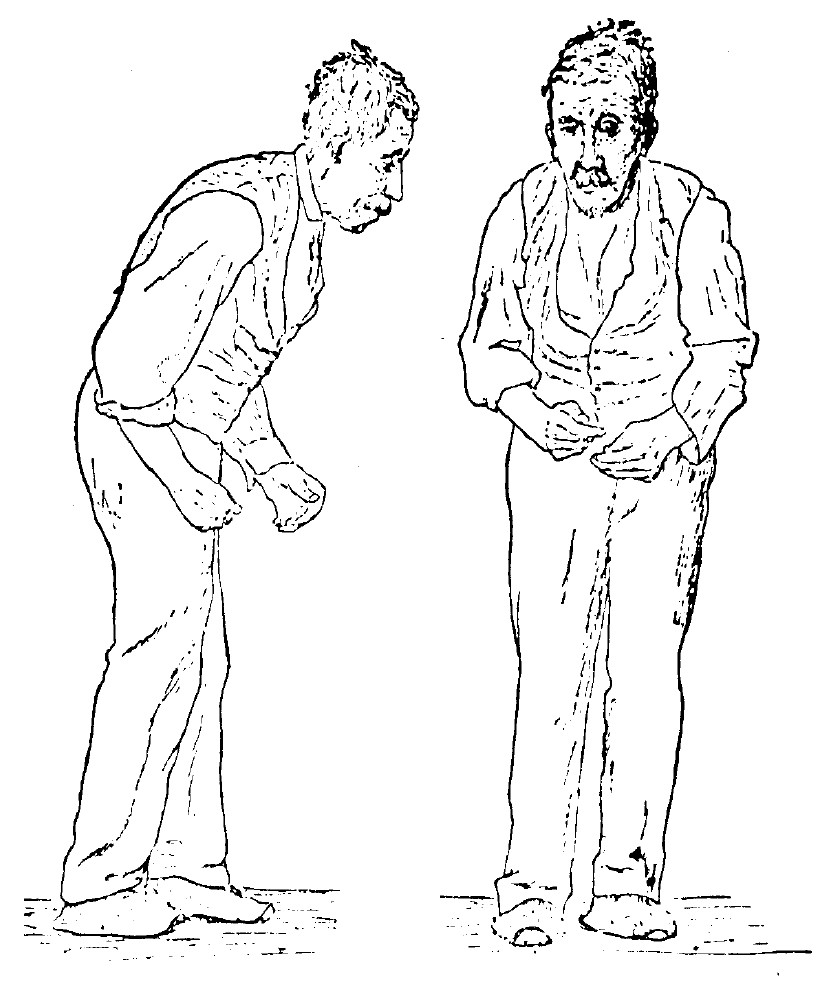
Ilustrace Parkinsonovy choroby z knihy „A Manual of Diseases of the Nervous System“ z roku 1886 od Sira Williama Richarda Gowerse.

Parkinsonova choroba je zapříčiněna nadměrnou ztrátou nervových buněk produkujících v mozku neurotransmiter dopamin, látku, která reguluje činnost určité části mozku zvané bazální ganglia. Bazální ganglia se podílí především na regulaci hybnosti, a nedostatek dopaminu způsobí tedy poruchy hybnosti: parkinsonské projevy a obtíže. Touto nemocí trpělo v Česku v roce 2020 přibližně 10–15 tisíc lidí. Dopamin lze různými způsoby nahradit, přesto se v pokročilých fázích nemoci vyskytují vážné pohybové potíže, stav se během dne střídá. Pacienti mohou několikrát denně budit dojem téměř zdravých lidí a na druhé straně s vypětím sil jenom ztuhle sedět či naopak trpět mimovolnými pohyby. Častým projevem jsou třes či pocity únavy a ztuhlosti v končetinách a zádech, křeče, častější zácpa a problémy se spaním. Následuje zpomalení chůze a zhoršená mimika. Jedním z prvních varovných signálů může být klidový třes rukou, zhoršení čichu a chuti. Zpočátku může třes postihnout jen jednu končetinu a teprve postupem času postihuje obě strany. Často třesem trpí horní a dolní končetiny křížem, tedy například pravá ruka a zároveň levá noha. Parkinsonický třes může zachvátit taky jazyk, rty a krk. V pozdější fázi onemocnění často doprovází samovolné pohyby a postiženému se špatně artikuluje.
Stavy pomalosti a ztuhlosti či samovolné pohyby některým pacientům značně ztěžují běžné životní situace, např. neobratnost u pokladny v samoobsluze, stavy OFF, při kterých se nelze rozejít, situace v restauraci, kině, divadle apod. Pacienti často mají problémy s komunikací, obtížnou artikulací, špatným psaním. Často bezvýrazný obličej a podivné pohyby budí zvláštní dojem, za „maskou“ se však skrývá inteligentní člověk.[zdroj?]
Pacientovým souputníkem může být deprese, ve stáří se přidávají další psychické potíže. Choroba zásadním způsobem ovlivňuje nejenom život postiženého, nýbrž i celé jeho rodiny, přátel, kolegů atd.
Chcete-li se vcítit do pocitů parkinsonika, lze uvést příměr s procházkou po písčitém pobřeží. Zatímco vy kráčíte po pevném mokrém písku, parkinsonik se brodí po pás vodou. Nejprve vám tedy v tempu stačí, jeho únava ale samozřejmě rychle vzrůstá, brodění je čím dál obtížnější a namáhavější.

## Příčiny
Uvedené příčiny Parkinsonovy choroby jsou většinou zatím spíše jen hypotetické.

### Vlivy prostředí a toxických látek
- Zkoumá se možný vliv různých rozpouštědel (ředidel), těkavých látek (včetně některých látek obsažených zejména v nekvalitním alkoholu) a látek používaných při výrobě plastů. Hypotézu hovořící o tom, že spouštěcím mechanizmem Parkinsonovy choroby je zatím blíže neurčený toxin zasahující nervová zakončení dlouho před propuknutím choroby, podporují výsledky výzkumu italských lékařů z Parkinsonského centra Istituti Clinici di Perfezionamento v Miláně.[4]

- Souvislost mezi pesticidy a Parkinsonovou chorobou ukázala studie izraelských vědců.[5] Metaanalýza z roku 2012 však pomocí Eggerova testu ukázala na publikační zkreslení ohledně pesticidů (byť ukázala na negativní vliv pesticidů, hlavními příčinami se spíše jeví příbuznost, jejich tremor, zácpa či nekouření).[6] Novější studie ale vliv pesticidů potvrzují.[7][8]

- Vliv by mohly mít i mikroplasty rozkládající se na nanoplasty.[9]

### Genetické předpoklady
- Zkoumá se možný vliv genetických předpokladů.[zdroj?] Mutace genů (SNCA) zapojených v produkci proteinu α-synucleinu způsobují jisté formy Parkinsonovy choroby.[10] Studie provedená na dvojčatech nepotvrdila genetický vliv na rozvoj choroby po 50. roce života.[11]

### Střevní mikroflóra
- Změny střevní mikroflóry (ovlivnění proteinu α-synucleinu) mohou způsobovat zhoršení motoriky člověka.[12]

### Vápník
- Velká koncentrace vápníku (a α-synucleinu) v mozku také může být příčinou onemocnění.[13][14] Pacienti s Parkinsonovou nemocí mají řidší kosti (například poruchou metabolizmu vápníku) jako při osteoporóze.[15]

## Léčba
Léčba Parkinsonovy choroby není možná ani v současné době. Existují pouze prostředky, které umožňují mírnit průběh nemoci.
První lék pro léčbu Parkinsonovy choroby se nazývá levodopa (L-dihydroxy-fenylalanin) a byl vyvinut v roce 1970. Jedná se o jedno z nejfrekventovanějších a nejúčinnějších léčiv. Je to aminokyselina podobná základním stavebním jednotkám bílkovin. Ta se vstřebává z tenkého střeva do krevního oběhu a pak přestupuje rozhraním mezi krevním oběhem a mozkovou tkání. Až v mozku je tato aminokyselina přeměněna na dopamin. Při léčbě levodopou dochází ke stabilizaci dopaminu v černé substanci a bazálních gangliích přibližně na normální hodnoty, a tím dochází ke zmírnění projevů nemoci. Na léčbu reaguje většina (asi 75 % pacientů) příznivě. Následuje opětovné snížení pohyblivosti, ztuhlosti a třesu. Upravují se také poruchy výrazu, řeči a písma. Po psychické stránce dochází ke zlepšení a pacient má větší zájem o okolí. Čím déle však léčba trvá, tím se snižuje účinnost léku.
Nejčastějším vedlejším účinkem při dlouhodobém užívání je zvracení. To je způsobeno dopaminem ve střevech a krvi, který zde vzniká z levodopy. Se snižujícími účinky musí být podávány stále vyšší dávky. Mezi další vedlejší příznaky patří dyskinéze (nedobrovolné pohyby a tiky) a halucinace. Zvýšené množství dopaminu v periferní krevní cirkulaci také vede k řadě kardiovaskulárních poruch (např. i vzniku vysokého krevního tlaku a různých typů arytmií). Objevují se také psychické poruchy (euforie, neklid, deprese, hypersexualita, halucinace atd.), nechutenství, zvracení a u většiny pacientů zácpa.
Používají se i další látky k prodloužení účinku levodopy (např. carbidopa, benserazid, entacapon). Jiná léčiva působí jiným způsobem. Například tzv. dopaminergní agonisté jako je bromocriptin, ropinirol a pergolid působí přímo na cílové buňky v černé substanci, které produkují dopamin. Někteří lidé používají tzv. muskarinové antagonisty, jako je trihexyfenidyl a benztropin. Tyto látky potlačují třes. V ČR se dále používá selegilin. Ten ovlivňuje jeden z enzymů, monoaminooxidázu B, které se účastní odbourávání dopaminu. Někteří pacienti při aplikaci tohoto léku mají jako vedlejší účinky poruchy spánku. Z toho důvodu se tento lék podává ráno a v poledne.
Všechny léky pro léčbu Parkinsonovy choroby mají i vedlejší účinky. Ty jsou samozřejmě u pacientů individuální. Některé téměř nepostihují, jiní však reagují velmi citlivě.

### Chirurgický zákrok
Chirurgický zákrok se doporučuje pouze pacientům se závažným nebo rychle se zhoršujícím vývojem této choroby, u nichž již nezabírá klasická léčba. Chirurgický zákrok přichází na řadu až ve chvíli, kdy jsou vyčerpány všechny neinvazivní možnosti léčby. Tento zákrok může mít velké důsledky vzhledem k tomu, že poškození či zničení nervových buněk je trvalé. Principem tohoto zákroku je buď zničení nebo stimulace oblasti mozku, které se dosáhne zavedením tenké jehly do mozkové tkáně. Směr a hloubka zavedení jehly jsou předem vypočteny na základě počítačových zobrazovacích metod (výpočetní tomografie).

#### Zničení části mozkové tkáně
Mezi tento druh chirurgického zákroku patří pallidotomie. Používá se pouze u pacientů s agresivním průběhem onemocnění nebo u pacientů, kde již léky nezabírají. Při tomto zákroku se do lebky provede malý otvor, jímž se dovnitř dostane elektrická sonda. Pomocí této sondy se zničí malá část nervové tkáně nazývané bledé jádro (globus pallidus), o němž se většina odborníků domnívá, že při Parkinsonově chorobě je nadměrně aktivní.

#### Stimulace mozku
Jedním z druhů chirurgického zákroku je stimulace mozku (DBS = deep brain stimulation). Provedení zákroku spočívá v implantaci velmi tenké elektrody do části mozku zvané globus pallidus nebo do subthalamického jádra. Tato elektroda vysílá slabé elektrické impulsy (obdoba kardiostimulátoru), které stimulují mozek a blokují nervové signály způsobující příznaky této choroby, a tím zlepšují motorické funkce. Tato metoda je relativně nová, nicméně zaznamenává slibné výsledky.

### Výzkum kmenových buněk
Jednou z nejnovějších metod léčby je implantace kmenových buněk neboli buněčná terapie. Ta přináší zcela nové možnosti v léčbě. Tento způsob léčby je však v současné době ve fázi výzkumu a i samotný výzkum je v mnohých zemích problematický.
Velká diskuse v současné době probíhá ve Spojených státech amerických. Kongres v roce 2006 schválil zákon povolující výzkum kmenových buněk, ten však byl vetován prezidentem Georgem W. Bushem, který prohlásil: „Ten zákon překračuje morální hranici, kterou naše slušná společnost musí respektovat, tak jsem ho vetoval.“ Nicméně veřejné mínění v USA je výzkumu nakloněno. Stoupenci výzkumu poukazují zejména na to, že výzkum kmenových buněk nabízí naději lidem, kteří trpí degenerativními chorobami, jako je Alzheimerova a Parkinsonova choroba, a cukrovkou. Jednou z hlavních postav stoupenců výzkumu je známý kanadský herec Michael J. Fox (narozen 1961), který sám touto chorobou trpí.

## Známé osobnosti a Parkinsonova choroba
Mezi známé osobnosti trpící Parkinsonovou chorobou patřil například papež Jan Pavel II., dramatik Eugene O'Neill, umělec Salvador Dalí, evangelista Billy Graham, boxer Muhammad Ali, Francisco Franco, Teng Siao-pching a Mao Ce-tung, nacistický vůdce Adolf Hitler, Richard Harrison známý z pořadu Pawn Stars, herci Michael J. Fox a Ottfried Fischer nebo kytarista Glenn Tipton či zpěvák Ozzy Osbourne. Někteří se domnívají, že jí trpí i ruský prezident Vladimír Putin.

## Specifické případy Parkinsonovy nemoci
Juvenilní PN s počátkem před 20. rokem života má téměř vždy genetický podklad s autozomálně-recesivní dědičností a výskytem tohoto onemocnění v rodině. Z genů je nejčastější a jediný rutinně stanovovaný je Parkin (PARK 2). V diferenciální diagnóze připadá v úvahu tzv. Westphalova varianta Huntingtonovy nemoci, kdy však je téměř vždy pozitivní RA a přítomnost kognitivní dysfunkce. Diagnostické je genetické vyšetření. Juvenilní PN se projevuje i dystonií a má tendenci k diurnální fluktuaci (menší obtíže jsou ráno po probuzení), je na místě tedy odlišit dopa-responsivní dystonii (DYT 5) genetickým vyšetřením nebo sledováním dalšího průběhu (u DYT 5 je odpovídavost na levodopu celoživotní a nedochází k rozvoji fluktuací hybnosti).
Young-onset PN s počátkem před 40. rokem života má často genetický podklad AR (gen Parkin) nebo AD (gen LRKK) typu. Oproti klasické formě PN je nižší riziko rozvoje demence a psychotických komplikací. Odpověď na dopaminergní terapii je výborná, časně však dochází k rozvoji fluktuací hybnosti.
Pozdní forma PN s počátkem po 75.–80. roku se vyznačuje častější komorbiditou s vaskulárními lézemi mozku, a je proto často mylně diagnostikována jako „vaskulární PS“. Pozdní forma PN má větší tendenci k rozvoji demence a psychotických komplikací, ale menší riziko rozvoje fluktuací hybnosti.
Tremor dominantní forma PN se projevuje především třesem, který je maximálně klidový, v pokročilejších stádiích ale i posturální a akční, který obtěžuje více než akineza a rigidita. Tito pacienti mají rovněž nižší riziko rozvoje demence a psychotických komplikací. V diferenciální diagnóze připadá v úvahu esenciální tremor, kde ale chybí odpověď na dopaminergní terapii. DaT Scan je u esenciálního třesu normální.